# Coupe d'Angola de football
La Coupe d'Angola de football est une compétition de football créée en 1982.

## Palmarès
| Année | Vainqueur                                                                                               | Résultat                                                                                                | Finaliste                                                                                               |
| ----- | --- | --- | --- |
| 1982  | Primeiro de Maio                                                                                        | 2-0 | Petro Huambo                                                                                            |
| 1983  | Primeiro de Maio                                                                                        | 9-1 | 11 de Novembro                                                                                          |
| 1984  | Primeiro de Agosto                                                                                      | 2-0 | Desportivo Benguela                                                                                     |
| 1985  | Ferroviário Huíla                                                                                       | 2-0 | Interclube                                                                                              |
| 1986  | Interclube                                                                                              | 1-0 | Primeiro de Maio                                                                                        |
| 1987  | Petro Luanda                                                                                            | 4-1 | Ferroviário da Huíla                                                                                    |
| 1988  | Sagrada Esperança                                                                                       | 2-0 (a.p.)                                                                                              | FC Cabinda                                                                                              |
| 1989  | Ferroviário Huíla                                                                                       | 2-1 | Interclube                                                                                              |
| 1990  | Primeiro de Agosto                                                                                      | 1-0 | Petro Luanda                                                                                            |
| 1991  | Primeiro de Agosto                                                                                      | 2-1 (a.p.)                                                                                              | Petro Luanda                                                                                            |
| 1992  | Petro Luanda                                                                                            | 3-2 | Primeiro de Agosto                                                                                      |
| 1993  | Petro Luanda                                                                                            | 2-1 | AS Aviação                                                                                              |
| 1994  | Petro Luanda                                                                                            | 2-1 | Independente Tômbwa                                                                                     |
| 1995  | AS Aviação                                                                                              | 3-1 | Independente Tômbwa                                                                                     |
| 1996  | Progresso                                                                                               | 1-0 | Primeiro de Maio                                                                                        |
| 1997  | Petro Luanda                                                                                            | 2-1 | Primeiro de Agosto                                                                                      |
| 1998  | Petro Luanda                                                                                            | 4-1 | Primeiro de Agosto                                                                                      |
| 1999  | Sagrada Esperança                                                                                       | 1-0 | AS Aviação                                                                                              |
| 2000  | Petro Luanda                                                                                            | 1-0 | Interclube                                                                                              |
| 2001  | Atlético Namibe                                                                                         | 3-2 | SC Cabinda                                                                                              |
| 2002  | Petro Luanda                                                                                            | 3-0 | Desportivo Huíla                                                                                        |
| 2003  | Interclube                                                                                              | 1-0 | Sagrada Esperança                                                                                       |
| 2004  | Atlético Namibe                                                                                         | 2-0 | Primeiro de Agosto                                                                                      |
| 2005  | AS Aviação                                                                                              | 1-0 | Interclube                                                                                              |
| 2006  | Primeiro de Agosto                                                                                      | 1-1 (4-3 TAB)                                                                                           | Benfica Luanda                                                                                          |
| 2007  | Primeiro de Maio                                                                                        | 2-1 (a.p.)                                                                                              | Benfica Luanda                                                                                          |
| 2008  | Santos Futebol Clube de Angola                                                                          | 1-0 | Clube Recreativo Desportivo Libolo                                                                      |
| 2009  | Primeiro de Agosto                                                                                      | 2-1 | Sagrada Esperança                                                                                       |
| 2010  | AS Aviação                                                                                              | 0-0 (a.p.) (4-3 TAB)                                                                                    | Interclube                                                                                              |
| 2011  | Interclube                                                                                              | 1-1 (a.p.) (4-2 t.a.b.)                                                                                 | Primeiro de Agosto                                                                                      |
| 2012  | Petro Luanda                                                                                            | 2-0 | Recreativo da Caála                                                                                     |
| 2013  | Petro Luanda                                                                                            | 1-0 | Desportivo Huíla                                                                                        |
| 2014  | Benfica Luanda                                                                                          | 1-0 ap                                                                                                  | Petro Luanda                                                                                            |
| 2015  | Bravos do Maquis                                                                                        | 1-0 | Sagrada Esperança                                                                                       |
| 2016  | Clube Recreativo Desportivo Libolo                                                                      | 2-1 | Progresso Sambizanga                                                                                    |
| 2017  | Petro Luanda                                                                                            | 2-1 | Primeiro de Agosto                                                                                      |
| 2018  | La Coupe Nationale n’est pas jouée cette saison à cause de la saison de transition (de février à août). | La Coupe Nationale n’est pas jouée cette saison à cause de la saison de transition (de février à août). | La Coupe Nationale n’est pas jouée cette saison à cause de la saison de transition (de février à août). |
| 2019  | Primeiro de Agosto                                                                                      | 2-1 | Desportivo Huíla                                                                                        |
| 2020  | Compétition abandonnée en raison de la pandémie de Covid-19                                             | Compétition abandonnée en raison de la pandémie de Covid-19                                             | Compétition abandonnée en raison de la pandémie de Covid-19                                             |
| 2021  | Petro Luanda                                                                                            | 2-0 | GD Interclube                                                                                           |
| 2022  | Petro Luanda                                                                                            | 2-1 | Desportivo Huíla                                                                                        |
| 2023  | Petro Luanda                                                                                            | 3-0 | Académica Petróleos do Lobito                                                                           |
| 2024  | Petro Luanda                                                                                            | 2-0 | Bravos do Maquis                                                                                        |
| 2025  | Kabuscorp SC                                                                                            | 1-0 | Primeiro de Agosto                                                                                      |